# Harold James (Bogenschütze)
Harold Vaughan James (* 31. Januar 1868 in Horfield; † 19. Oktober 1948 in Barrow Gurney) war ein britischer Bogenschütze.

## Karriere
Harold James besuchte das Clifton College in Bristol. Während des Ersten Weltkriegs assistierte er dem Southern Command der Kitcheners Armee bei Schießübungen mit dem Gewehr. Wie auch seine Frau Annie war er Mitglied im Backwell and District Archery Club. Bei den Olympischen Spielen 1908 in London belegte James in der Double York Round den sechsten Platz. James war zudem viele Jahre lang Kapitän des Flax Bourton Cricket Club. Beruflich war er als Getreidehändler und Makler in Bristol tätig. 